# Moisica
Moisica – wieś w Rumunii, w okręgu Buzău, w gminie Smeeni. W 2011 roku liczyła 359 mieszkańców.